# Hektor (station baleinière)
| Localisation de l'Antarctique dans le Monde |

| Localisation de l'Antarctique dans le Monde |

| Localisation de l'Antarctique dans le Monde |

| Localisation de l'Antarctique dans le Monde |

La station baleinière Hektor (en norvégien (bokmål) : Hektor Hvalfangststasjon) est un ancien port constitué d'une usine au sol pour le traitement des produits baleiniers sur l'île de la Déception dans les Shetland du sud, en Antarctique. De sa création jusqu'en 1931, l'installation et la gestion de la station relèveront d'une société d'exploitation baleinière norvégienne.

## 1911-1931: le temps des baleiniers norvégiens
En 1911, Hvalfangerselskabet Hektor A/S, entreprise de droit norvégien et dont le siège se trouve à Tønsberg, obtient de la représentation britannique aux îles Malouines la concession permettant l'établissement et l'exploitation d'une station baleinière au bord de la bien-nommée baie des Baleines depuis l'île de la Déception. Le projet consiste à exploiter les carcasses de baleines délaissées par les navires-usines qui rejettent en pure perte la viande ainsi que toute l'huile encore extractible. Les droits de concessions comprennent l'exploitation de l'usine au sol ainsi qu'une flotte de navires-usines et de deux baleiniers. Très vite (un an après son lancement), on parle d'une flotte élargie de « 12 usines flottantes et 37 baleiniers. En l'espace de deux années, entre 1912 et 1913, on compte la chasse de 5 000 cétacés. »
Les installations sur l'île prennent pour leur construction des matériaux acheminés depuis la Norvège. Le traitement de la graisse de baleine se déroule directement à bord des navires-usines et les carcasses sont expédiées à l'usine au sol. L'huile se conserve dans de grandes cuves de fer. Elle sert de combustible aux lampes (à huile) et à la parfumerie. En outre, l'usine produit aussi du fertilisant. La station n'atteint sa pleine capacité de production qu'à partir de 1919. Deux cents hommes y travaillent.
La station comprend des chaudières nécessaires à l'ébullition des restes de baleines, quatre réservoirs à huile, une menuiserie, des ateliers, une ligne de meulage, deux entrepôts, une usine de guano, une jetée, un quai flottant, des chambres, une cuisine, un hôpital, une station de radio, un petit chemin de fer manuel et des élevages de porcs. En outre, une maison destinée à la résidence permanente du Magistrat britannique est érigée en 1914 : The Magistrate’s Villa ou The Magistrate’s House.
La station baleinière Hektor voit sa fermeture en avril 1931 en raison de la chute des prix de l'huile et, selon certaines sources, de la raréfaction des baleines, ainsi que des innovations techniques qui ont permis la chasse en pélagique des cétacés. Dès lors, l'île demeurera inhabitée.

## Objet de convoitises territoriales
Les baleiniers de la Hvalfangerselskabet Hektor A/S, renommée entre temps Aktieselskabet Hektor Whaling Company, ont fini par délaisser la station avec sa fermeture actée en 1931. Inoccupée depuis une décennie, l'île de la Déception voit, en mars 1941, l'arrivée d'un navire britannique, le HMS Queen of Bermuda, alors en mission de destruction des dépôts de charbon et des cuves d'huile. L'objectif est d’empêcher l'éventuelle récupération des équipements par l'Allemagne nazie lors de la Seconde Guerre mondiale.
Sur l'île de la Déception, le 8 février 1942, l'Argentine prend formellement possession du territoire continental antarctique entre le 25° et le 68° 34" Ouest, en y déposant un cylindre contenant un acte et en y peignant un drapeau argentin sur les murs de la Hektor Hvalfangststasjon. L'acte est commis sous le commandement du capitaine de frégate Alberto J. Oddera à bord de l'ARA 1° de Mayo. Le 8 janvier 1943, l'équipage du croiseur britannique HMS Carnarvon Castle détruit les preuves matérielles de la prise de possession argentine, fait disparaître les traces du drapeau peint sur les murs, écrit que les bâtiments sont la propriété exclusive du gouvernement britannique et renvoie à Buenos Aires l'acte de possession. Le ministre des Affaires étrangères argentin réplique que son pays considère leurs revendications en Antarctique comme relevant d'un droit héréditaire reçu de la mère-patrie, l'Espagne. Le 5 mars de la même année, l'équipage de l'ARA 1° de Mayo retire le drapeau britannique et repeint les murs aux couleurs de l'Argentine.

## Les militaires britanniques et la Caserne B

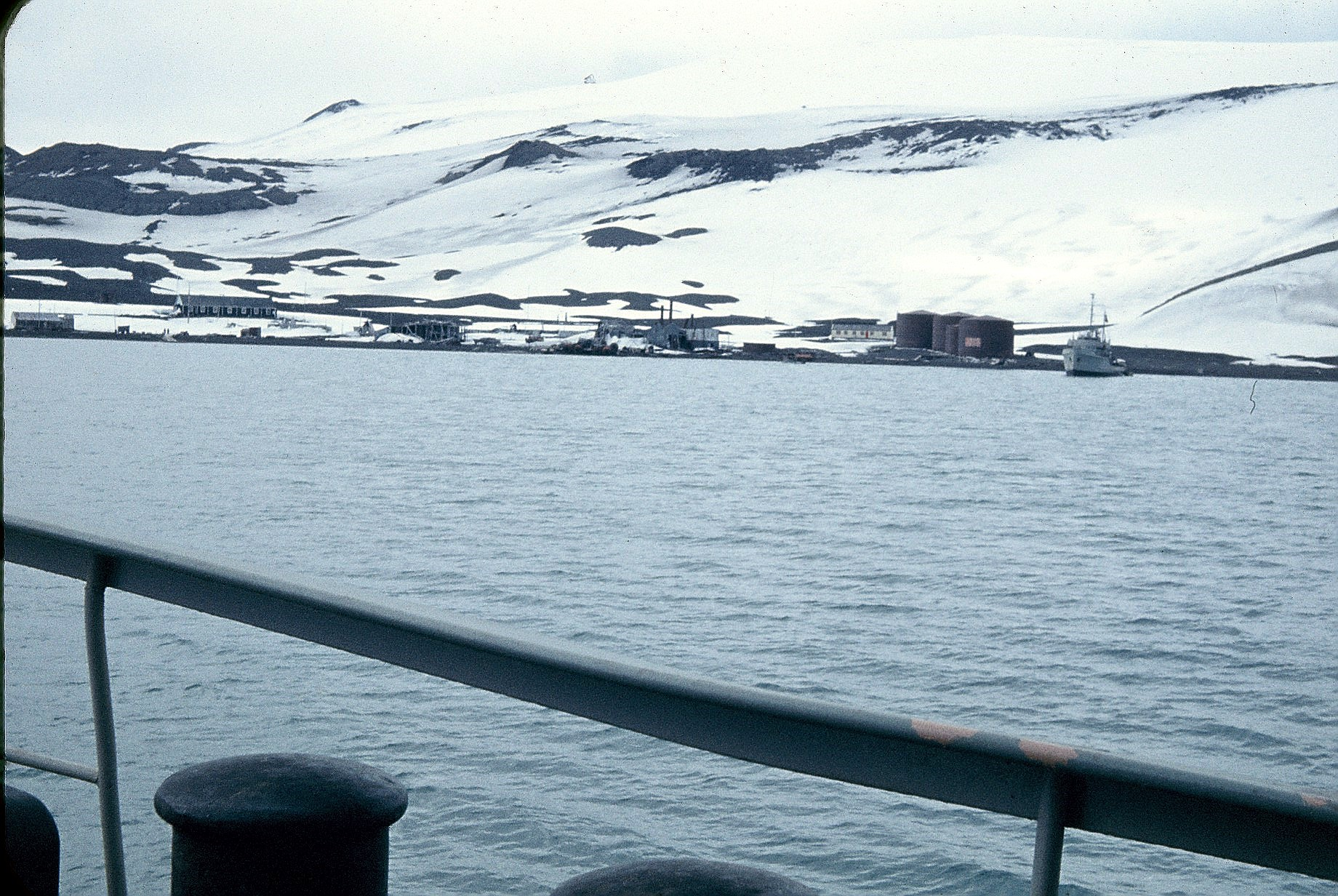
Vestiges de l'usine baleinière en 1951.

À la suite des incidents avec l'Argentine, le Royaume-Uni envoie les navires HMS Williant Scoresby et SS Fitzroy dans le cadre de l'opération Tabarín, qui établit le 3 février 1944 une occupation militaire permanente sur l'île avec Station B - Deception Island (« Caserne B- île de la Déception ») du côté de la Baie des baleiniers, sans omettre de retirer à nouveau le drapeau argentin. La caserne se fonde sur les structures existantes de la station baleinière Hektor, dont un dortoir réaménagé en local principal du nom de Bleak House, qui sera détruit par un incendie le 8 septembre 1946. Un autre dortoir, rebaptisé Biscoe House, à côté de la villa du Magistrat qui fera office de magasin,.
Les deux épisodes d'éruptions volcaniques (4 décembre 1967 et 21 février 1969) provoquent des dégâts difficilement surmontables sur les installations, conduisant l'État-major britannique à appeler à l'évacuation de la base dans l'urgence. Seuls quelques effectifs militaires reviendront récupérer des effets personnels, avant l'abandon officiel et définitif de la caserne le 23 février 1969.

## Le classementSMH 71
Les autorités britanniques ont mis en œuvre un plan de dépollution du site s'articulant sur deux périodes : 1990-1991 et 1991-1992. Les vestiges de l'usine baleinière norvégienne, de la Caserne B et le cimetière des baleiniers ont été classés, le 19 mai 1995, Site et monument historiques SMH 71 : Baie des baleiniers en vertu du traité sur l'Antarctique sur proposition commune et cogérance des nations chilienne et norvégienne.
Les quartiers ouvriers et la Maison du magistrat existent toujours, ainsi que plusieurs chaudières et d'autres équipements. Un entrepôt, deux chaloupes, un quai flottant. sont également conservés.